# Mychajło Moskałenko
Mychajło Moskałenko (ukr. Михайло Москаленко, ros. Михаил Москаленко, Michaił Moskalenko; ur. 1953) – ukraiński piłkarz, grający na pozycji bramkarza.

## Kariera piłkarska

### Kariera klubowa
Od 1969 był trzecim bramkarzem w składzie Dynama Kijów, a następnie zmiennikiem Jewhena Rudakowa. W 1978 przeszedł do Dnipra Dniepropetrowsk, skąd w następnym sezonie trafił do Spartaka Iwano-Frankowsk. W 1983 zakończył karierę piłkarską w Desnie Czernihów.

## Sukcesy i odznaczenia

### Sukcesy klubowe
- mistrz ZSRR: 1977

### Odznaczenia
- nagrodzony tytułem Mistrza Sportu ZSRR: 1978